# Listă de brânzeturi românești

## Caș
- Năsal un caș regional, unic în lume.

## Cașcaval
- Cașcaval de Argeș
- Cașcaval de Bobâlna
- Cașcaval de Brădet
- Cașcaval de Carei
- Cașcaval de Ciuc
- Cașcaval de Covasna
- Cașcaval Dalia
- Cașcaval de Dej
- Cașcaval de Dobrogea
- Cașcaval de Dorna
- Cașcaval de Fetești
- Cașcaval de Harghita
- Cașcaval de Hârlău
- Cașcaval de Ibănești Arhivat în 26 februarie 2021, la Wayback Machine.
- Cașcaval de Mateiaș
- Cașcaval de Moieciu
- Cașcaval de Napoca
- Cașcaval de Penteleu
- Cașcaval de Rarău
- Cașcaval de Răușor
- Cașcaval de Rucăr
- Cașcaval de Satu Mare
- Cașcaval de Sibiu
- Cașcaval de Tarnița
- Cașcaval de Vidraru

## Telemea
- Telemea de Argeș
- Telemea de Brăila
- Telemea de Brașov
- Telemea de Carei
- Telemea de Harghita
- Telemea de Huedin
- Telemea de Ibănești
- Telemea de Oaș
- Telemea de Sibiu
- Telemea de Vâlcea

## Urdă
- Urdă de oaie
- Urdă de vacă